# توهو گس
توهو گس (انگلیسی: Toho Gas) شرکت گاز ژاپنی است، که در سال ۱۹۲۲ تأسیس شد.